# کنزا فرح
کنزا فرح (به عربی: كنزة فرح) (به فرانسوی: Kenza Farah) (زادهٔ ۸ ژوئیه ۱۹۸۶)، که با نام فرح شناخته می‌شود، خواننده فرانسوی الجزایری‌تبار سبک آر اند بی است. نخستین آلبوم او با نام اوثنتیک که در سال ۲۰۰۷ عرضه شد با موفقیت زیادی همراه بود.

## حرفه
فرح خوانندگی را از دوره نوجوانی با اجرای آثار سلین دیون در قالب موسیقی محلی مارسی آغاز کرد و در این شهر به محوبیت دست یافت. او خیلی زود به ترانه‌سرایی روی آورد و از طریق وبلاگش، دوستداران زیادی را به خود جلب کرد.

## آلبوم‌ها
| نام آلبوم            | تاریخ پخش |
| ۱. Authentik         | ۲۰۰۷      |
| ۲. Authentik Mixtape | ۲۰۰۸      |
| ۳. Avec le cœur      | ۲۰۰۸      |